# Leo Lepelaars
Leonardus Cornelis Adrianus (Leo) Lepelaars (Rotterdam, 13 oktober 1906 – Brouwershaven, 14 april 1973) was een Nederlands burgemeester.
Hij werd geboren als zoon van Josephus Adrianus Lepelaars (*1871) en Joanna Maria Genoveva Luijkx (*1878). Hij was stuurman bij de grote vaart maar tijdens de crisis van de jaren 30 was het moeilijk om in die functie te blijven werken waarop hij rechten ging studeren aan de Rijksuniversiteit Leiden. Rond 1937 is hij daar afgestudeerd waarna hij een half jaar in dienst was bij de gemeente Rotterdam. Begin 1939 maakte hij de overstap naar de gemeente Almelo waar hij werkzaam was als commies-redacteur. In augustus 1942 werd Lepelaars benoemd tot burgemeester van de gemeenten Haastrecht, Stolwijk en Vlist. Daarna was hij van 1961 tot zijn pensionering in november 1971 burgemeester van Krimpen aan den IJssel. Lepelaars overleed anderhalf jaar later op 66-jarige leeftijd. De 'Burgemeester Lepelaarssingel' in Krimpen aan den IJssel is naar hem vernoemd.